# Rynek w Nysie

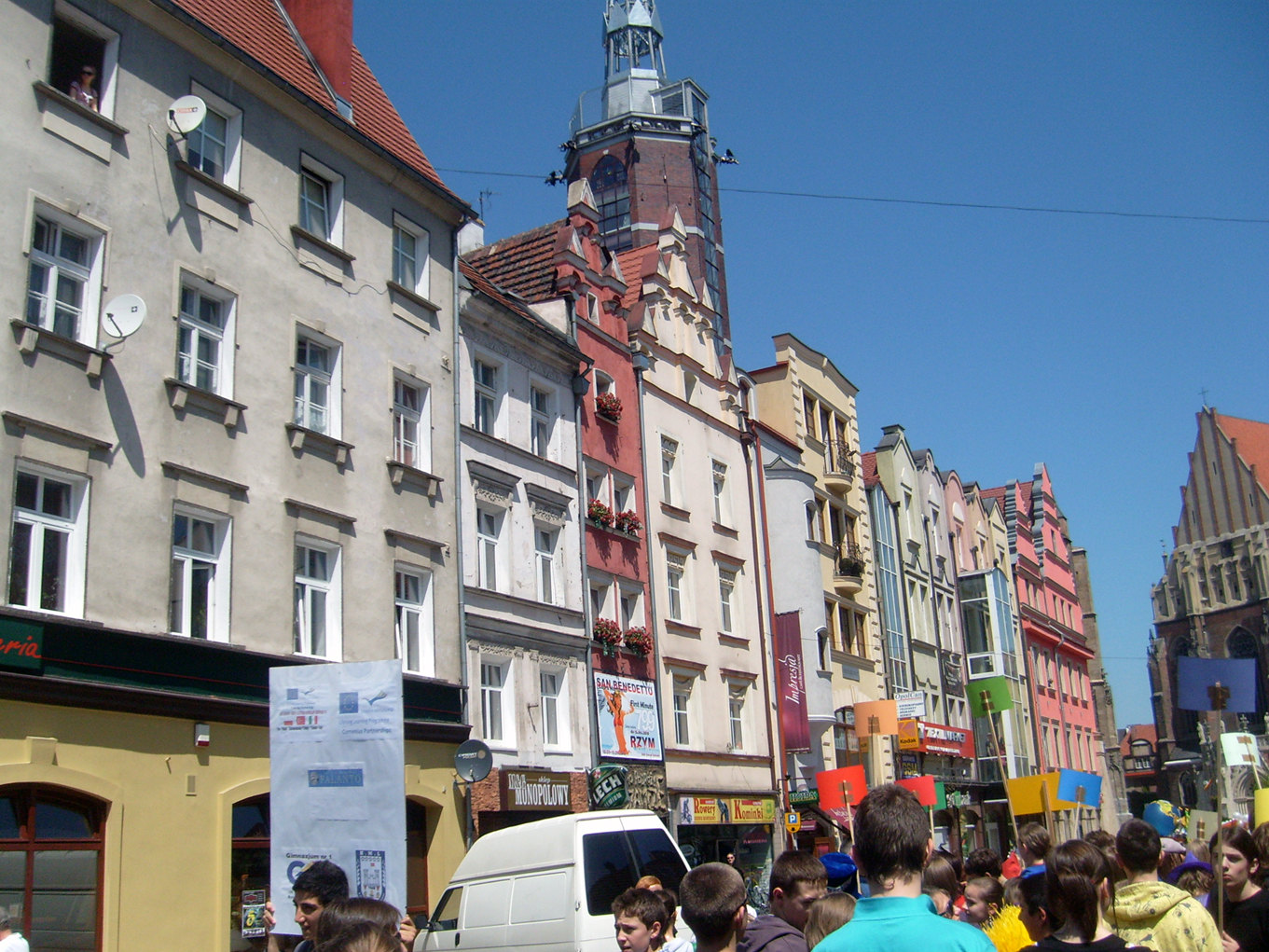
Część z odbudowanych kamienic, dalej kamienice wybudowane w ostatnich latach

Rynek w Nysie – średniowieczny plac targowy w Nysie, o kształcie zbliżonym do prostokąta zaokrąglonego przy południowo-zachodnim narożniku, o wymiarach ok. 200 m długości oraz ok. 100 m szerokości. W zabudowie otaczającej Rynek dominują bloki wybudowane w okresie powojennym w miejsce zniszczonych kamienic, zachowane kamienice stanowią niewielki fragment zabudowy. Północną, krótką stronę Rynku zamyka kościół i wolnostojąca dzwonnica. Wewnętrzna część rynku jest w większości zabudowana, z wyjątkiem małego placu w części południowej i większego w części północnej. Wewnętrzna zabudowa, z wyjątkiem kilku zachowanych zabytkowych kamienic, to współczesne budowle wzorowane na dawnej zabudowie, wśród nich odbudowany ratusz.
Na ulicy wokół zabudowy zewnętrznej Rynku dopuszczony jest ruch kołowy.

## Zabytki znajdujące się na Rynku
Na Rynku znajdują się:
- Dom Wagi Miejskiej (obecnie Miejska i Gminna Biblioteka Publiczna)
- bazylika św. Jakuba i św. Agnieszki
- dzwonnica przy bazylice św. Jakuba i św. Agnieszki
- zespół kamieniczek mieszczańskich
- ratusz, odbudowany  w latach 2006–2008. Pierwszy ratusz wzmiankowano w 1347 r. (choć prawdopodobnie istniał on wcześniej), od 1488 był rozbudowany. W 1499 Hans Kangenstein dobudował do niego strzelistą wieżę o wysokości ponad 90 m, w przyziemiu czworoboczną, a w wyższych partiach ośmioboczną z galerią, którą zwieńczono smukłym hełmem (ośmioboczną iglicą) z kulą i metalową chorągiewką. W XVI wieku ratusz doznał zniszczeń w wyniku burzy, a następnie trzęsienia ziemi w 1590 (odbudowano go w 1592) i pożarze wynikłym z uderzenia pioruna w 1627. Budynek ratusza rozebrano w 1782 z rozkazu Fryderyka II, a 94-metrowa wieża ratuszowa przetrwała do marca 1945. Zrealizowana w I dekadzie XXI wieku odbudowa ratusza zwieńczona została 22 grudnia 2008 montażem na odbudowanej 50-metrowej wieży (obecnie punkt widokowy) trzydziestometrowej iglicy[1].

Ponadto u wylotu ul. Wrocławskiej z Rynku stoi Piękna Studnia, a na zbiegu ulic Celnej i Brackiej oraz Rynku jest Fontanna Trytona.

## Otoczenie Rynku
Ulicą wewnętrzną Rynku jest ulica Sukiennicza.
Z Rynku wychodzą ulice: Bolesława Krzywoustego, Świętego Piotra, Bracka, Celna, Wrocławska, Wyzwolenia, Kupiecka, Henryka Siemiradzkiego.

## Historyczne wydarzenia
- Ścięcie Mikołaja II Niemodlińskiego w 1497 r. podczas obrad sejmiku.

## Historyczny podział
Rynek dzielił się na:
- Plac Parad (niem. Parade Platz) – zachodnia część Rynku
- Rynek Maślany (Targ Maślany, niem. Buttermarkt) – południowo-wschodnia część Rynku
- Rynek Zbożowy (Targ Zbożowy, niem. Getreidemarkt) – północno-zachodnia część Rynku
- Rynek Rybny (Targ Rybny, niem. Fischmarkt) – znajdował się on w okolicach nieistniejącego już pomnika Fryderyka III
- Naschmarkt – istniał przed kamienicami nieistniejącej wschodniej pierzei Rynku.

Obecnie podział ten nie funkcjonuje, m.in. z powodu utracenia przez Rynek swojej targowej funkcji oraz wyburzenia części zabudowy.

## Rynek Maślany

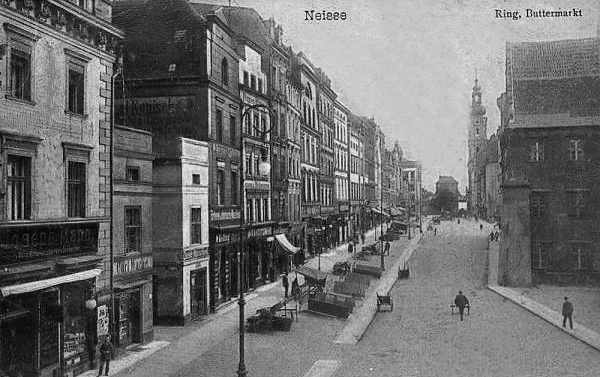
Przedwojenna pocztówka z widokiem na Rynek Maślany

Rynek Maślany (niem. Buttermarkt) to południowo-wschodnia część Rynku, ciągnąca się wzdłuż rynku. W tej części jezdnia przebiegała blisko wewnętrznych kamienic Rynku i ratusza, od strony zewnętrznej rynku (wschodu) między jezdnią a kamienicami znajdowały się stragany z różnymi wyrobami. Rynek Maślany spotyka się z ulicami: Celną, Bracką oraz Wyzwolenia. Obecnie zachował się układ jezdni i chodników, a na pasie, na którym znajdowały się stragany, podczas rewitalizacji Rynku urządzono pas parkingowy z niewielką ilością zieleni.

## Najnowsza historia Rynku

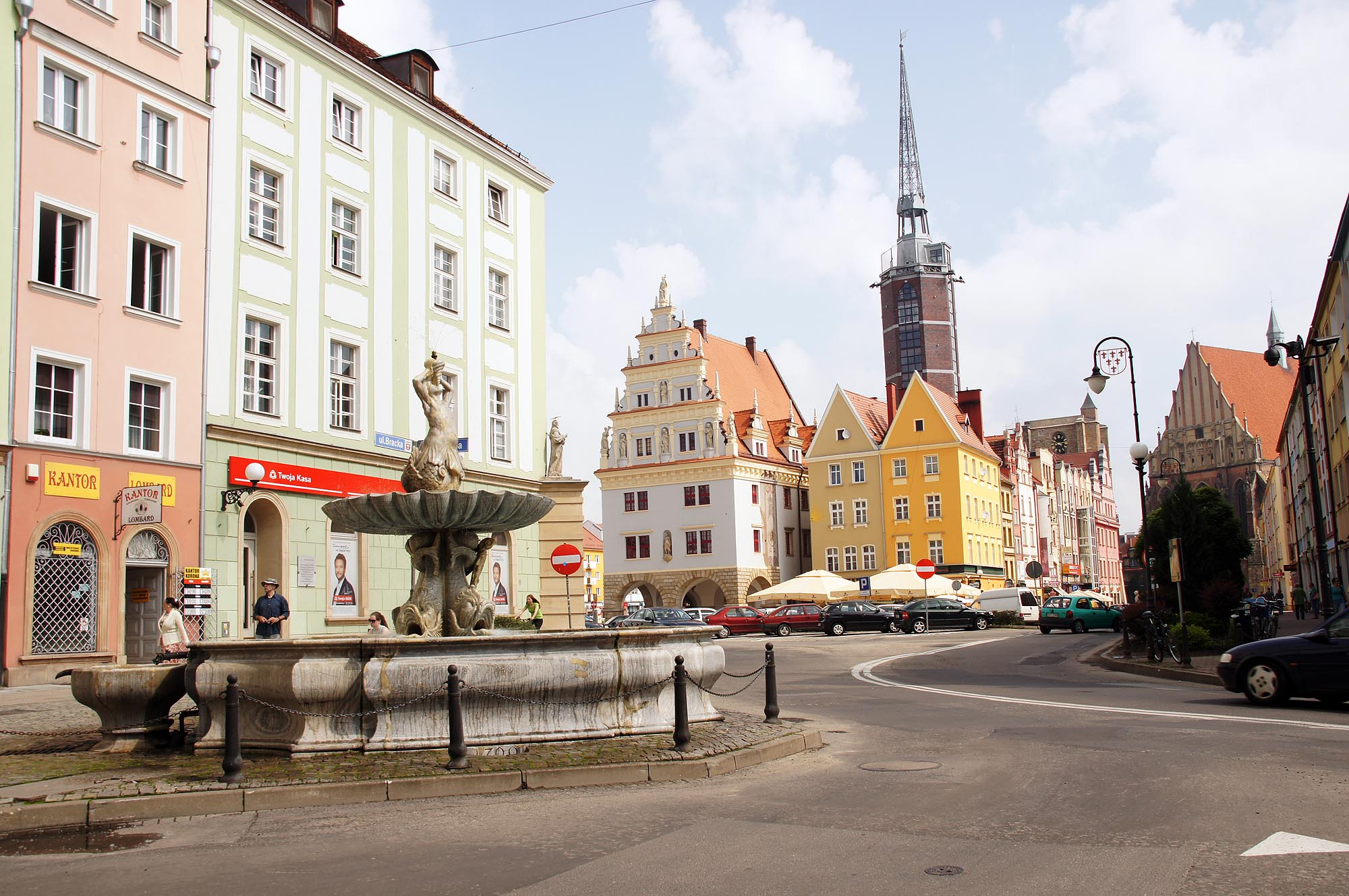
Rynek z odbudowaną wieżą nowego ratusza

Obecnie Rynek w Nysie w dużym stopniu odbiega od jego wyglądu przed wojną. Po zniszczeniu znacznej części zabudowy podczas wojny, większość z ruin oraz kamienic zostało rozebranych, a w ich miejsce na obwodzie Rynku wybudowano bloki mieszkalne. Wiosną 1966 wysadzono i uprzątnięto resztki starego ratusza, a w miejscu zniszczonej zabudowy wewnętrznej pierzei Rynku, w tym przedwojennych sukiennic, posiano trawę i urządzono tzw. planty.
Stopniowo prowadzone są zabiegi przywracające głównemu placu miasta wygląd sprzed lat. W 2008 roku do użytku oddano budzący sporo kontrowersji, niższy oraz nowocześniejszy od swojego poprzednika nowy ratusz oraz dwie nowe kamienice zbudowane na wzór stojących w tym samym miejscu przed zniszczeniem. Dużo wzburzeń powoduje też odbudowana wschodnia część śródrynkowej zabudowy, organizowane było w tej sprawie referendum.